# USS Wilkes (TB-35)
USS Wilkes (TB-35) – amerykański torpedowiec typu  Blakely, który był w służbie US Navy na początku XX wieku. Pierwsza jednostka nosząca tę nazwę.

## Budowa w Nowym Jorku
Stępkę torpedowca położono 3 czerwca 1899 w Morris Heights (New York), w firmie Gas Engine and Power Company and the Charles L. Seabury & Co. Zwodowano go 28 września 1901, matką chrzestną była Harriet E. Rankin. Wszedł do służby w Norfolk Navy Yard 18 września 1902, pierwszym dowódcą został Lt. (jg.) Dudley Wright Knox.

## Służba w US Navy
"Wilkes" spędził dużą część służby w rezerwie. Wkrótce po wejściu do służby został przydzielony do Reserve Torpedo Flotilla bazującej w Norfolk. Tam pozostawał do zimy 1906 i 1907, gdy na krótko wrócił do pełnej służby w 3rd Torpedo Flotilla.
30 maja 1907 ponownie został przeniesiony do rezerwy w Reserve Torpedo Flotilla w Norfolk Tam pozostawał do 23 listopada 1908, gdy został przywrócony do służby i przydzielony do Atlantic Torpedo Fleet bazującej w Charleston (Karolina Południowa).

## Wycofanie ze służby
22 grudnia 1909 został przesunięty do rezerwy, tym razem pozostał w Charleston Navy Yard. Pozostając w Charleston w rezerwie służbowej (ang. in commission, in reserve) “Wilkes” został wycofany tam ze służby 14 listopada 1913. Jego nazwa została skreślona z listy następnego dnia. Został zatopiony jako okręt-cel prawdopodobnie w czasie lata lub jesieni 1914.